# 丘珠町

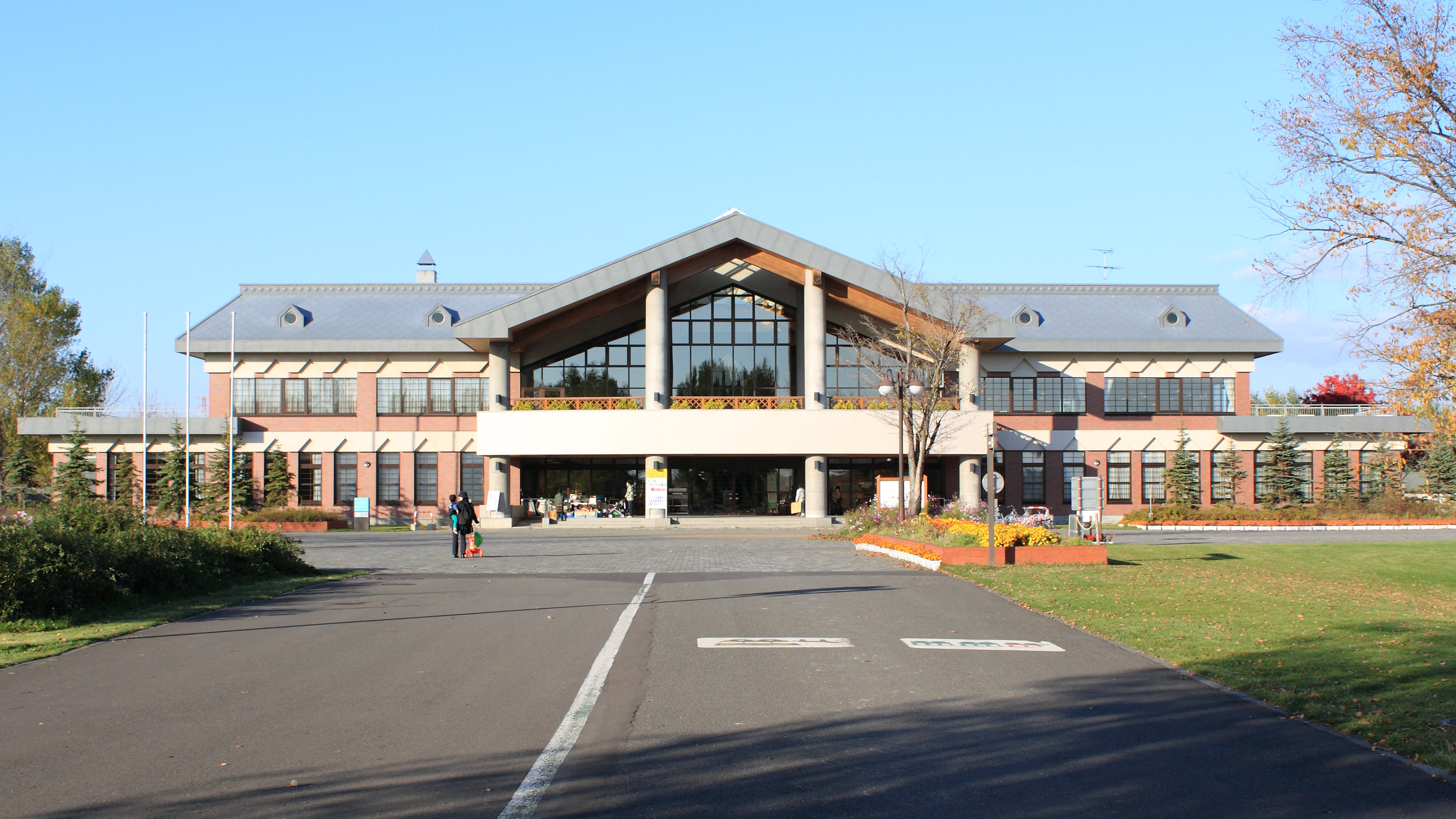
さとらんどセンター

丘珠町（おかだまちょう）は、北海道札幌市東区にある地名である。

## 概要
- 札幌市の北に位置する。
- 「丘珠」の語源はアイヌ語の「オッカイ・タム・チャラパ」（男が刀を落とした所）である[3]。
- この地区は主にタマネギの栽培が盛んであり「札幌黄」や「さつおう」などを生産している。
- 地区の西側には丘珠空港があり、東側にはサッポロさとらんどやミルクの郷がある。
- 明治時代にはこの一帯は森林地帯で、1878年には開拓民らがヒグマに殺傷される事件が起こった（札幌丘珠事件）。現在はヒグマは生息しない（札幌市内で生息するのは手稲区・西区・中央区・南区・豊平区・清田区の山沿い）。
- 1945年の北海道空襲において、札幌郡内で唯一死傷者が出た地域である[4]。

## 隣接地区
- 東：東苗穂
- 西：栄町
- 南：条丁目（北○条）・伏古
- 北：北丘珠・中沼西・モエレ沼公園

## 河川
- 篠路新川

## 交通

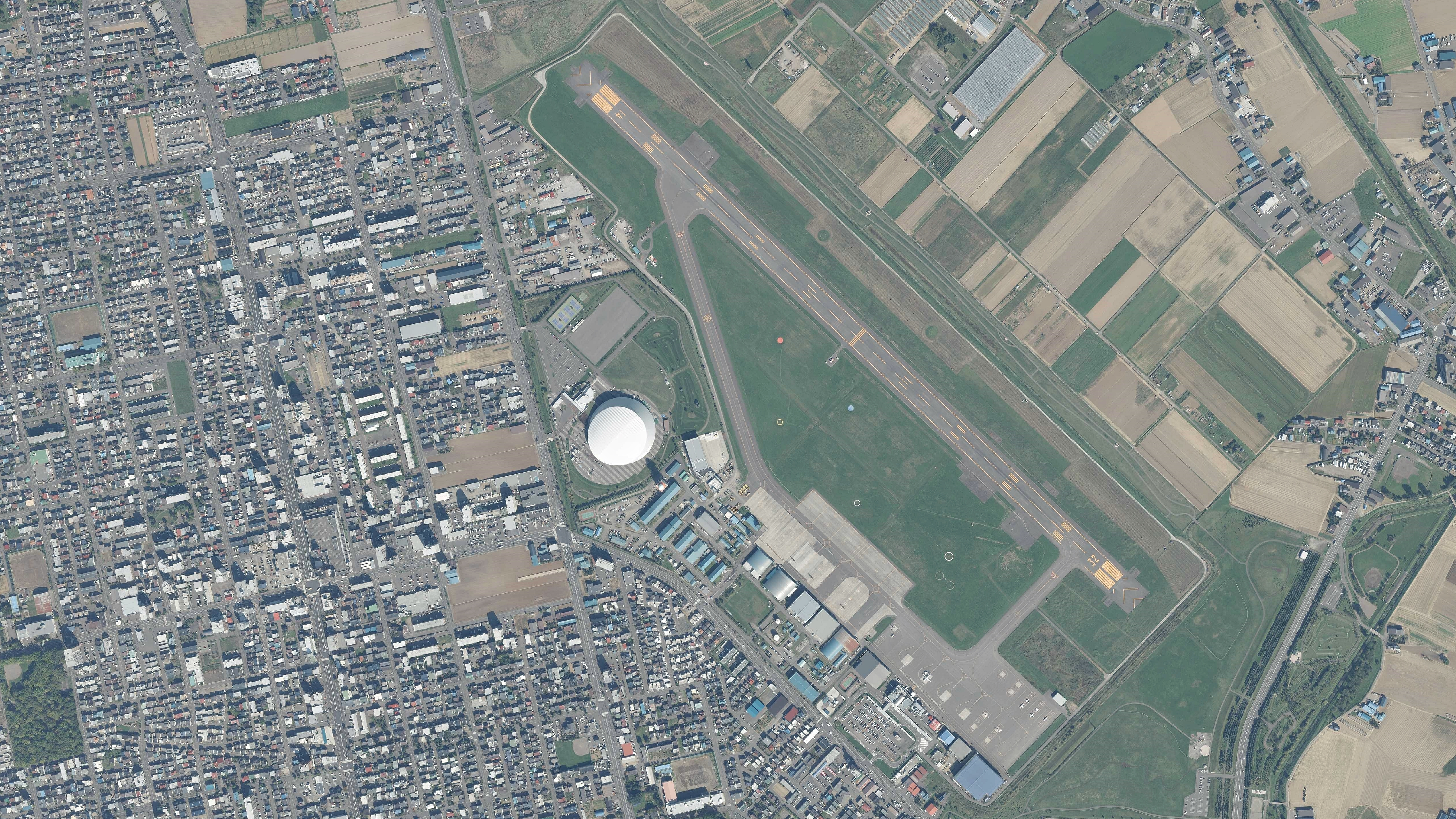
札幌飛行場の空中写真（2020年）

### 鉄道
- 栄町駅（最寄り駅）

### 道路
- 北海道道112号札幌当別線
- 北海道道273号花畔札幌線
- 北海道道431号丘珠空港線
- 北海道道1137号丘珠空港東線

### 空港
- 札幌丘珠空港

## 教育

### 高等学校
- 北海道札幌丘珠高等学校（北丘珠1-1）

### 中学校
- 札幌市立丘珠中学校（丘珠町674）

### 小学校
- 札幌市立丘珠小学校（丘珠町593）